# Quinta de Olivos

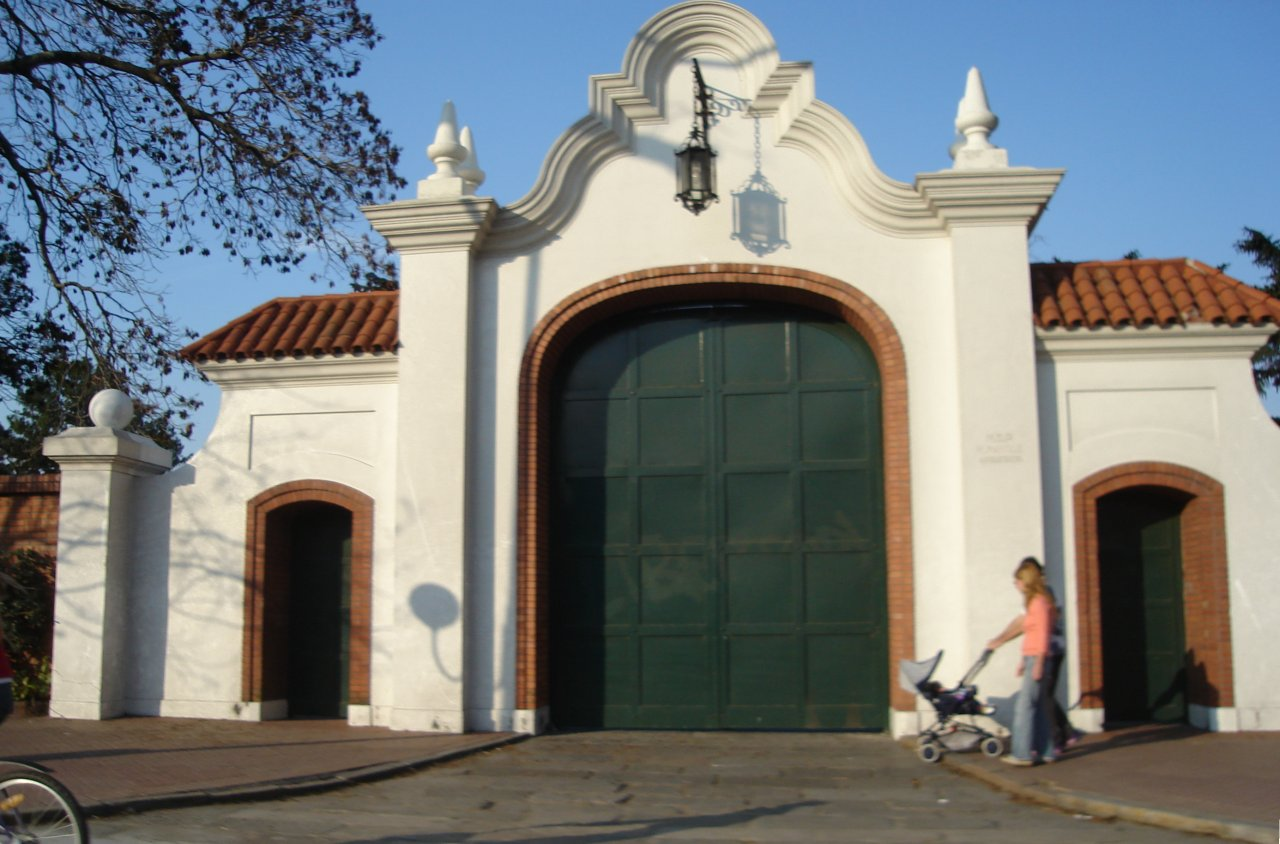
Entrada principal da Quinta de Olivos.

A Quinta de Olivos (oficialmente: Quinta Presidencial de Olivos) é a residência oficial do Presidente da Argentina, localizada em Olivos, subúrbio de Buenos Aires. A propriedade de 32 hectares foi doada ao Estado por Carlos Villate Olaguer, tendo sido oficializada como residência presidencial em 1941, por decisão da Corte Suprema de Justiça.
Em 2002, a Quinta de Olivos abrigou chefes de Estado do Mercosul por ocasião da assinatura do Protocolo de Olivos. 